# Eupseudosoma bifasciata
Eupseudosoma bifasciata är en fjärilsart som beskrevs av Pieter Cramer 1779. Eupseudosoma bifasciata ingår i släktet Eupseudosoma och familjen björnspinnare. Inga underarter finns listade i Catalogue of Life.

## Bildgalleri

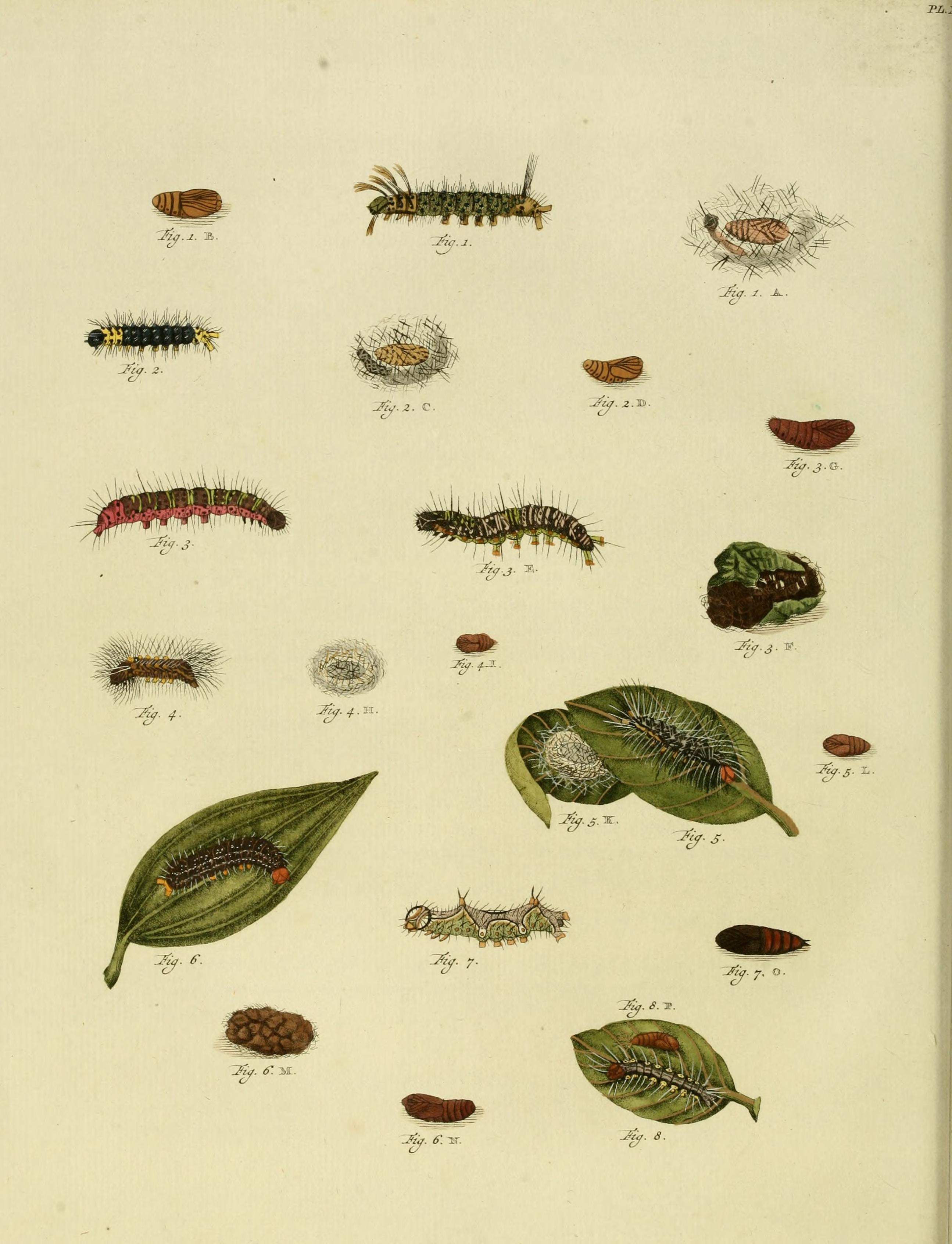
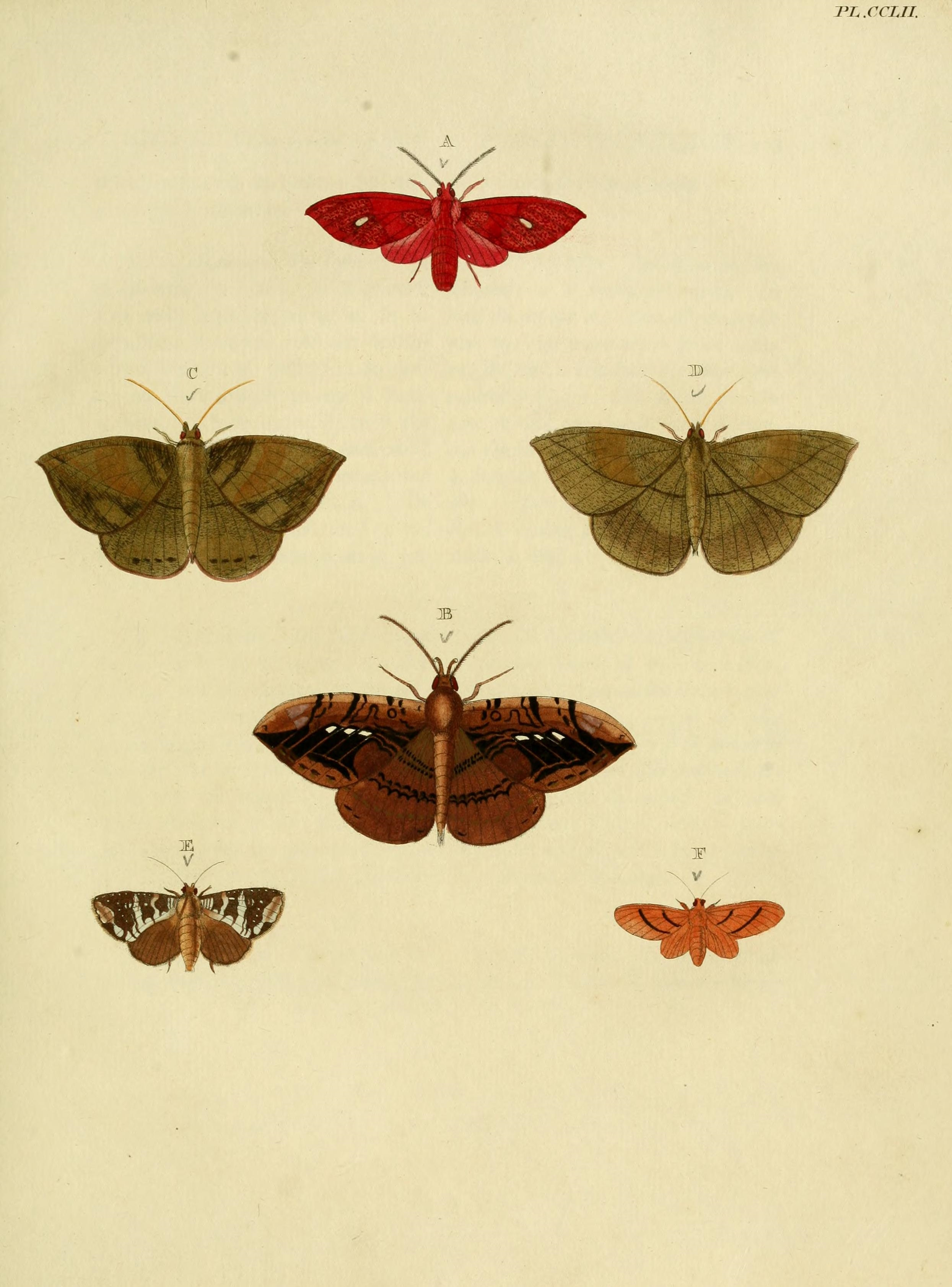